# Yustaga
Yustaga, nekada značajno ali slabo poznato pleme Indijanaca (porodica Timuquanan) koje je u 16. stoljeću nastanjivalo područje kod rijeke Suwanee na sjeveru Floride. Njih vjerojatno susreće 1539. De Soto koji ovim krajem prolazi 1539. Kasnije se (1564.) na ušću rijeke St. Johns naseljavaju francuski hugenoti koji također dolaze u kontakt s njima. Značenje riječi Yustaga nije poznato, a nema ni sačuvane nijedne riječi iz njihovog jezika. 
Prema svojoj lokaciji, između Aucille i Suwaneeja da se zaključiti da su govorili neki timucua jezikom. Nije poznato ime nijednog sela (Swanton) koje bi se moglo identificirati kao njihovo. Oni se uskoro počinju gubiti miješanjem s drugim Timucua plemenima, a posljednji puta se spominju 1659. Moguće je (Swanton) da je ovih Indijanaca bilo na misijama Asile, San Marcos, Machaba i San Pedro. Godine 1675. (prema Mooneyu) na misiji Asile bilo je 40 Indijanaca i 300 na ostalim spomenutim. Mooney (1928) smatra da ih je 1600. moglo biti oko 1,000. 
Prema novijim saznanja, Dr. Jerald T. Milanich navodi da su Yustage imali misije u okruzima Madison i Hamilton, na Floridi (istočno od Aucille), među kojima ih je do 1623. bilo podignuto osam. Prema nekim drugim mišljenjima. Nakon iskrcavanja Fernanda De Sotoa 30. svibnja 1539. došlo do žestokog okršaja s Indijancima sela Napituca ili Napetca (kod Live Oaka), koje navodi i Swanton u svom popisu Timucua-sela, čiji bi stanovnici trebali biti Yustaga Indijanci. Ako je ovo točno, to bi vjerojatno i značilo da su bili pripadnici saveza Timucua i vjerojatno članovi iste jezične porodice. 
Suvremeni autori o ovoj problematici danas etnički označavaju stanovnike ovog bivše indijanskog sela imenom Yustaga.